# La piccola ragione di allegria
La piccola ragione di allegria (1978) è il settimo LP di Ivan Della Mea, pubblicato dall'etichetta discografica I dischi del sole.

## Tracce
1. Ballata de "La grande e la piccola violenza" - 20:02   Traccia unica contenente i seguenti brani: 
  - Ieri mio padre è morto
  - Da tempo è finita la prima grande guerra
  - Del gran fascismo
  - Adua è liberata
  - Venticinque aprile
  - Cari signori, vi prego ascoltate
  - Un giorno nella via
  - Ieri mio padre è morto
2. O cara moglie  - 3:43
3. El barbisin - 3:34
4. Partire partirò tocca partire - 3:55
5. Il pozzo - 9:25   Traccia unica contenente i seguenti brani: 
  - La piccola ragione di allegria
  - Per te Gioan
  - Per quattro capriole sono viva
  - La canzone l'è già finita